# تاكينوري هاياشي
تاكينوري هاياشي (باليابانية: 林 丈統) (14 أكتوبر 1980 في نارا في اليابان – )؛ هو لاعب كرة قدم ياباني سابق كان يلعب كمهاجم.

## وصلات خارجية
- تاكينوري هاياشي على موقع رابطة كرة القدم اليابانية للمحترفين (اليابانية)
- تاكينوري هاياشي على موقع قاعدة بيانات كرة القدم.إي يو (الإنجليزية)
- تاكينوري هاياشي على موقع Soccerway.com (الإنجليزية)
- تاكينوري هاياشي على موقع عالم كرة القدم.نت (الإنجليزية)